# Flughafen El Catey

i8
i11
i13
Der Aeropuerto Internacional de el Catey “Samaná” (IATA-Code: AZS, ICAO-Code: MDCY) ist ein internationaler Flughafen, der im Nordosten der Dominikanischen Republik, 22 km südöstlich von Nagua, Provinz María Trinidad Sánchez, 14 km nordwestlich von Sánchez, Provinz Samaná und 8 km östlich der Autostraße nach Santo Domingo (Autopista Papa Juan Pablo II) liegt. Der Flughafen wurde am 1. November 2006 in Betrieb genommen. Die Baukosten beliefen sich auf über 80 Mio. USD.
In El Catey können Flugzeuge bis zu einer Größe der Boeing 747 starten und landen. Der Flughafen verfügt über 45.000 m² Standplatz, der Raum für bis zu 4 Boeing 747 bietet. Die Passagierhalle von 9000 m² und eine zusätzliche Fläche im ersten Geschoss von 1000 m² sowie 28 Check-in-Schalter, 2 Gepäck-Förderbänder und 2 Passagierterminals erlauben eine Abfertigung von bis zu 600 Passagieren pro Stunde in Spitzenzeiten.

## Geschichte
Um den Tourismus auf der Halbinsel Samaná zu fördern, wurde Ende 1999 der Ausbau des bestehenden Flughafens Arroyo Barril innerhalb des Vertrages mit der Firma Aerodom Siglo XXI verabschiedet. Anfang 2001 musste der Vertrag jedoch geändert werden, da der Erwerb der nötigen Grundstücke für die Erweiterung des bisherigen Flughafens zu kostspielig gewesen wäre und zudem das hügelige Gelände als ungünstig für den Flugbetrieb angesehen wurde. An Stelle der Erweiterung wurde der Neubau beschlossen. Der Baubeginn des Flughafens wurde vertraglich auf spätestens Ende Mai 2001 festgesetzt und sollte den Namen „Aeropuerto Internacional de Samaná“ tragen.
Im September 2003 beklagten sich Kongressmitglieder, dass der Bau immer noch nicht fertiggestellt sei und verabschiedeten eine Resolution, wonach die Konzessionärin aufgefordert werden sollte, die Bauarbeiten fortsetzen. Ebenso sollte der Staatssekretär des öffentlichen Bauwesens aufgefordert werden, die ausstehenden Zahlungen für die Grundstücke zu leisten, da mehr als hundert Familien das Gelände räumen mussten und immer noch auf die Entschädigung warten. Zu dieser Zeit wurde bereits vom Internationalen Flughafen „El Catey“ und nicht mehr „Samaná“ gesprochen.
Im Februar 2005 versprach Präsident Leonel Fernández eine Reihe von Bauwerken voranzutreiben, unter Anderen den Flughafen El Catey, damit der Aufschwung von Samaná als touristisches Gebiet garantiert werde.
Im November 2006 nahm der Flughafen seinen Betrieb auf und wurde am 7. Februar 2007 offiziell eingeweiht. Zu Ehren des Präsidenten Juan Bosch wurde er bei dieser Gelegenheit nach ihm benannt.

## Verkehrszahlen
Der Flughafen wird größtenteils von ausländischen Passagieren genutzt (96,4 %), die hauptsächlich aus Kanada (81,4 %), USA (4,9 %), Frankreich (3,7 %) und Portugal (3 %) stammen (Stand: 2016). Bemerkenswert ist die Verschiebung der Herkunft der Passagiere, kamen 2007 noch 71 % aus Europa und 28 % aus Nordamerika, waren es im Jahre 2016 nur noch 11,5 % aus Europa gegenüber von 86,2 % aus Nordamerika. (2016)
Das jährliche Fluggastaufkommen war zwischen 2007 und 2016 durchschnittlich rund 118.000 Passagiere mit einem Minimum von 102.000 (2009) und einem Maximum von 128.000 (2016). Im Jahre 2016 wurden 1033 Flugzeuge abgefertigt, die sich in 924 Linienflüge und 109 Charterflüge aufteilten. (2016)
| Jahr | Fluggastaufkommen | Luftfracht (Tonnen) | Flugbewegungen |
| ---- | ----------------- | ------------------- | -------------- |
| 2017 | 134.498           | 48                  | 996            |
| 2016 | 124.352           | 223                 | 1.016          |
| 2015 | 121.366           | 135                 | 933            |
| 2014 | 114.326           | 77                  | 970            |
| 2013 | 119.185           | 225                 | 970            |
| 2012 | 110.916           | 98                  | 858            |
| 2011 | 119.039           | 567                 | 852            |
| 2010 | 116.655           | 190                 | 888            |
| 2009 | 99.849            | 186                 | 793            |
| 2008 | 122.091           | 230                 | 1.218          |
| 2007 | 110.437           | 94                  | 989            |
| 2006 | 4.333             | -                   | 89             |

### Verkehrsreichste Strecken
| Rang | Stadt                    | Passagiere | Fluggesellschaften             |
| ---- | ------------------------ | ---------- | ------------------------------ |
| 01   | Toronto–Pearson, Kanada  | 52.326     | Air Canada Rouge, Air Transat  |
| 02   | Montréal–Trudeau, Kanada | 48.130     | Air Canada Rouge, Air Transat  |
| 03   | Córdoba, Argentinien     | 07.666     | k. A.                          |
| 04   | Québec, Kanada           | 05.212     | Air Transat                    |
| 05   | Frankfurt, Deutschland   | 03.812     | k. A.                          |
| 06   | Ottawa, Kanada           | 03.404     | Air Transat                    |
| 07   | Halifax, Kanada          | 03.314     | Air Canada                     |
| 08   | Paris–CDG, Frankreich    | 02.329     | XL Airways                     |
| 09   | Lissabon, Portugal       | 02.009     | k. A.                          |
| 10   | Montego Bay, Jamaika     | 01.878     | Servicios Aéreos Profesionales |